# Estación Collipulli
Collipulli es una estación de ferrocarriles ubicada en la comuna chilena homónima de la Región de la Araucanía, que es parte de la Línea Troncal Sur. Actualmente no existen servicios que se detengan en esta estación.

## Historia
La estación aparece a partir de la extensión de la Red Sur de ferrocarriles desde estación Renaico hasta estación Victoria; esta estación fue terminada con el tramo entre Renaico y esta estación en febrero de 1888.
Esta estación antecede al viaducto del Malleco, que inició sus obras en 1887; y con su inauguración el 25 de octubre de 1890 conllevó a que el ferrocarril pudiera llegar hasta la estación Victoria.
Desde su construcción hasta mediados de la década de 1960, la estación prestó servicios de pasajeros.
El 18 de septiembre de 2011 se descarriló un tren de carga que portaba vagones con ácido en las instalaciones de la estación, no hubo mayores daños.
Actualmente la estación no presta ningún servicio, pero su edificio principal, bodegas, patio con desvíos y andenes se hallan en buen estado. La estación ofrece servicios de cruzamiento de trenes de carga.